# Красовський Михайло Васильович
Миха́йло Васи́льович Красо́вський (1851–10.05(27.04).1911) — державний, громадський і політичний діяч, таємний радник (1891), землевласник (бл. 500 десятин).

## Біографія
Народився в Чернігівській губернії у дворянській родині. Закінчив юридичний факультет Київського університету (1871). Від 1872 — на державній службі: у Правительствуючому Сенаті (1872–81, 1898—1903), міністерстві юстиції (1881–86, 1890–93), державній канцелярії (1886–90), Харківській судовій палаті (1893–98). Брав участь у розробленні контрреформ 1888–90. 1903 вийшов у відставку з посади обер-прокурора загальних зборів Сенату.
1880–90 — гласний Остерських, 1898—1911 — Козелецьких повітових, 1903–11 — Черніг. губернських земських зборів (див. Земства). 1905–06 — голова Петербурзької державної думи, один із засновників партії «Союз 17 октября» (див. Октябристи). Від 1905 — товариш (заступник) голови Петербурзького ЦК октябристів, з 1906 — чл. Державної ради Російської імперії від Чернігівського земства, редактор-видавець і ведучий публіцист газ. «Новый путь» (Санкт-Петербург). Був активним прихильником столипінської аграрної реформи. Виступав за знищення общинного землеволодіння, підтримував заходи царського уряду щодо виходу селян на хутори і відруби. Майбутнє держави пов'язував з утворенням широкого прошарку селян — власників — і передачею їм керівництва на місцях як представникам «новоявленного дворянства».
В останні роки свого життя брав участь у панславістському русі (див. Панславізм): очолював рос. делегацію на Слов'янському з'їзді 1908 у Празі (нині столиця Чехії), став одним із засновників Товариства слов'янської взаємності (1909), чл. Комісії з пошуку способів розв'язання російсько-польського питання (1910). Був чл. ради Волзько-Камського банку (з 1908), чл. Особливої комісії для всестороннього вивчення залізничної справи при мін-ві шляхів сполучення, головою Бобровицького (Черніг. губ.) т-ва взаємного с.-г. кредиту. У своєму маєтку вів зразкове госп-во: використовував багатопільну систему, застосовував мінеральні добрива та удосконалював с.-г. засоби.
Помер у маєтку Озеряне (нині с. Озеряни Бобровицького району Черніг. обл.)